# 문화동 (충주시)
문화동(文化洞)은 충청북도 충주시의 중앙부에 위치한 동이다. 한 때에 충주시청의 소재지였다. 그리고 옛 충주의 도심지였다. 이 동네는 최대 번화가가 인근에 위치해 있고 그리 번화하지는 않다.

## 연혁
- 1895년 충주군 설치. 충주군 북변면
- 1912년 구한국지방행정구역명칭일람에 충주군 북변면으로 32리 관할
- 1914년 4월 1일, 행정구역 폐합으로 연원, 동수동, 대가미리, 칠지동의 일부를 병합하여 연수리라 해서 충주군 읍내면에 편입
- 1917년 읍내면을 충주면으로 개칭
- 1931년 4월 1일, 충주면을 충주읍으로 승격
- 1956년 7월 8일, 충주읍을 충주시로 승격하면서 충주시 용산동으로 개칭
- 1962년 용산동을 용산1구, 2구, 지곡, 빙현, 역전동으로 분동 충주시 역전동으로 개칭
- 1992년 충주시 문화동으로 명칭변경
- 1997년 충주시청 청사가 금릉동 700번지로 이전하였고, 5년 뒤인 2001년 말에 그 자리에 이마트가 들어섰다.

## 주요 기관

### 교육기관
- 초등학교
  - 대림초등학교
  - 남한강초등학교

### 의료기관,공공기관
- - 충주병원(舊.새로운병원)
  - 충주우체국(2013년 5월 20일부터는 기존 문화동우체국과 업무를 맞바꾸게됨[2])(舊.충주공용버스터미널)

### 시장
- 공설시장
- 무학시장